# Teresa Kamińska
Teresa Kamińska (ur. 25 stycznia 1956 w Kraśniku Fabrycznym) – polska inżynier, menedżer, polityk i działaczka związkowa, minister-członek Rady Ministrów w rządzie Jerzego Buzka.

## Życiorys
Ukończyła studia z zakresu biologicznej ochrony wód, uzyskując tytuł zawodowy magistra inżyniera. Była nauczycielem akademickim w olsztyńskiej Akademii Rolniczo-Technicznej.
Na początku lat 80. zaczęła działać w „Solidarności”, była represjonowana w stanie wojennym. Zajmowała się koordynowaną przez środowiska kościelne pomocą represjonowanym.
Specjalizowała się w zakresie serologii klinicznej, podjęła następnie pracę w ZOZ w Braniewie, później kolejno w Gdańsku-Zaspie i w Wojewódzkiej Stacji Sanitarno-Epidemiologicznej w Gdańsku. Od 1992 była przewodniczącą Krajowego Sekretariatu Ochrony Zdrowia NSZZ „S”, zasiadała w Komisji Krajowej związku. Wchodziła w skład Rady Ochrony Zdrowia przy Lechu Wałęsie w okresie jego prezydentury.
W rządzie Jerzego Buzka od 1997 do 1999 pełniła funkcję ministra-członka Rady Ministrów (ds. koordynowania reform społecznych). Później była prezeską Urzędu Nadzoru Ubezpieczeń Zdrowotnych i następnie szefową doradców premiera. W latach 1998–2002 była członkinią Komitetu Doradczego Urzędu Nadzoru nad Funduszami Emerytalnymi.
W 2007 objęła stanowisko prezesa zarządu Pomorskiej Specjalnej Strefy Ekonomicznej (PSSE). Pełniła tę funkcję do 2016.
W lipcu 2018 prokurator gdańskiej Prokuratury Regionalnej przedstawił jej zarzut wyrządzenia PSSE szkody w wysokości 3,5 mln zł na skutek niedopełnienia obowiązków, po czym zastosował wobec niej poręczenie majątkowe w wysokości 1 mln zł. Teresa Kamińska zaprzeczyła stawianym jej zarzutom.

## Odznaczenia
W 2015 została odznaczona francuskim Krzyżem Komandorskim Orderu Narodowego Zasługi.